# Åke Askner
Karl Åke Birger Askner, ursprungligen Andersson, född 8 maj 1906 i Danderyd, död 1 september 1961 i Malmö, var en svensk skådespelare och sångare.

## Biografi
Askner studerade sång för Torsten Lennartsson och scenisk framställning för Pauline Brunius och Gösta Ekman den äldre.
Han scendebuterade 1927 på Svenska Teatern i Helsingfors, där han stannade till 1928. Under åren 1928–1930 därefter vid Södra Teatern och 1930–1933 vid Svenska Teatern i Vasa. Från 1933 till 1934 medverkade Askner i turnéer med Oskar Textorius och Riksteatern och hade därefter engagemang vid Stora Teatern 1934–1936 och vid Hippodromen 1937–1941. Under 1930-talet deltog han även i folkparkssommarturnéer. Från 1941 och fram till sin död hade Askner därefter fast engagemang vid Malmö Stadsteater.
Askner filmdebuterade i Ragnar Frisks Trav, hopp och kärlek 1945. Han är begravd på Solna kyrkogård.

## Filmografi
- 1945 – Trav, hopp och kärlek
- 1946 – Ungdom i fara

## Teater

### Roller (ej komplett)
| År   | Roll                     | Produktion                                                                           | Regi                 | Teater            |
| ---- | ------------------------ | ------------------------------------------------------------------------------------ | -------------------- | ----------------- |
| 1940 |                          | Cirkusprinsessan Julius Brammer, Alfred Grünwald och Emmerich Kálmán                 | Håkan von Eichwald   | Vasateatern       |
| 1944 | Fix, privatdetektiv      | Jorden runt på 80 dagar Jules Verne                                                  | Alf Henrikson        | Malmö stadsteater |
| 1945 | Furst Basil Basilowitsch | Greven av Luxemburg Franz Lehár, Leo Stein, Alfred Maria Willner och Robert Bodanzky | Oscar Winge          | Malmö stadsteater |
| 1945 | Markis Imari             | Geishan Sidney Jones, Owen Hall och Harry Greenbank                                  | Oscar Winge          | Malmö stadsteater |
| 1945 |                          | Giuditta Franz Lehár, Paul Knepler och Fritz Löhne-Beda                              | Oscar Winge          | Malmö stadsteater |
| 1946 |                          | Sankta Johanna George Bernard Shaw                                                   | Sandro Malmquist     | Malmö stadsteater |
| 1947 |                          | Ett drömspel August Strindberg                                                       | Olof Molander        | Malmö stadsteater |
| 1947 |                          | Två skälmar i paradiset Gaston-Marie Martens och André Obey                          | Svend Gade           | Malmö stadsteater |
| 1948 |                          | Köpmannen i Venedig William Shakespeare                                              | Olof Molander        | Malmö stadsteater |
| 1949 |                          | Hans nåds testamente Hjalmar Bergman                                                 | Stig Torsslow        | Malmö stadsteater |
| 1949 |                          | Mycket väsen för ingenting William Shakespeare                                       |                      | Malmö stadsteater |
| 1951 |                          | Den italienska halmhatten Eugène Labiche                                             | Henrik Dyfverman     | Malmö stadsteater |
| 1953 |                          | Flickan och gudarna Bertolt Brecht och Paul Dessau                                   | Hans Dahlin          | Malmö stadsteater |
| 1954 | Baron Mirko Zeta         | Glada änkan Franz Lehár, Leo Stein och Victor Léon                                   | Ingmar Bergman       | Malmö stadsteater |
| 1955 |                          | Trettondagsafton eller Vad ni vill William Shakespeare                               | Lars-Levi Laestadius | Malmö stadsteater |
| 1955 |                          | Drömflickan Elmer Rice                                                               | Mats Johansson       | Malmö stadsteater |
| 1955 |                          | Revisorn Nikolaj Gogol                                                               | Lars-Levi Laestadius | Malmö stadsteater |
| 1956 |                          | Kameliadamen Alexandre Dumas d.y.                                                    | Lars-Levi Laestadius | Malmö stadsteater |
| 1956 |                          | Fruar på vift Georges Feydeau                                                        | Yngve Nordwall       | Malmö stadsteater |
| 1956 |                          | Hjälte mot sin vilja Ira Levin efter en roman av Mac Hyman                           | Yngve Nordwall       | Malmö stadsteater |
| 1956 | Svante Sture             | Erik XIV August Strindberg                                                           | Ingmar Bergman       | Malmö stadsteater |
| 1956 | Sitting Bull             | Annie Get Your Gun Irving Berlin, Dorothy Fields och Herbert Fields                  | Ivo Cramér           | Malmö Stadsteater |
| 1957 | Trumpeterstråhle         | Peer Gynt Henrik Ibsen                                                               | Ingmar Bergman       | Malmö stadsteater |
| 1958 | Frosch                   | Ur-Faust Johann Wolfgang von Goethe                                                  | Ingmar Bergman       | Malmö stadsteater |
| 1958 | Löpar-Nisse              | Värmlänningarna Fredrik August Dahlgren och Andreas Randel                           | Ingmar Bergman       | Malmö stadsteater |
| 1959 |                          | En vintersaga William Shakespeare                                                    | Sandro Malmquist     | Malmö stadsteater |
| 1960 |                          | Maria Stuart Friedrich von Schiller                                                  | Sandro Malmquist     | Malmö stadsteater |
| 1961 |                          | Processen mot Jesus Diego Fabbri                                                     | Börje Mellvig        | Malmö stadsteater |
| 1961 |                          | Drottningens juvelsmycke Carl Jonas Love Almqvist                                    |                      | Malmö stadsteater |

### Fotnoter
1. ↑   Sveriges dödbok 1901–2009 Swedish death index 1901–2009 (Version 5.0). Solna: Sveriges Släktforskarförbund. 2010. Libris 11931231
2. 1 2  ”Åke Askner”. Svensk Filmdatabas. http://www.sfi.se/sv/svensk-filmdatabas/Item/?type=PERSON&itemid=62078&ref=%2ftemplates%2fSwedishFilmSearchResult.aspx%3fid%3d1225%26epslanguage%3dsv%26searchword%3d%C3%85ke+Askner%26type%3dPerson%26match%3dBegin%26page%3d1%26prom%3dFalse. Läst 26 september 2012.
3. ↑  ”Askner, Karl Åke Birger”. svenskuppslagsbok.se. Arkiverad från originalet den 21 juli 2014. https://archive.is/20140721091907/http://svenskuppslagsbok.se/scans/band_unknown_01/0567_0568-0018.jpg.
4. ↑  Karl Åke Birger Askner på Gravar.se
5. ↑  Arne Lönnbeck (17 mars 1940). ”'Cirkusprinsessan' på Vasateatern”. Dagens Nyheter:  s. 14. http://arkivet.dn.se/arkivet/tidning/1940-03-17/75/14. Läst 26 augusti 2015.
6. ↑  ”Teater Musik Film: 'Greven av Luxemburg' i Malmö”. Dagens Nyheter:  s. 9. 3 februari 1945. https://arkivet.dn.se/tidning/1945-02-03/32/9. Läst 2 november 2019.
7. ↑  ”Teater Musik Film: Operettpremiär i Malmö”. Dagens Nyheter:  s. 14. 1 april 1945. https://arkivet.dn.se/tidning/1945-04-01/87/14. Läst 2 november 2019.
8. ↑  ”Teater Musik Film: 'Giuditta' i Malmö”. Dagens Nyheter:  s. 11. 13 oktober 1945. Arkiverad från originalet den 2 november 2019. https://web.archive.org/web/20191102121546/https://arkivet.dn.se/tidning/1945-10-13/278/11. Läst 2 november 2019.
9. ↑  ”Glada änkan”. Stiftelsen Ingmar Bergman. http://ingmarbergman.se/verk/glada-%C3%A4nkan. Läst 17 oktober 2015.
10. ↑  ”Erik XIV”. Stiftelsen Ingmar Bergman. http://ingmarbergman.se/verk/erik-xiv. Läst 15 oktober 2015.
11. ↑  ”Annie Get Your Gun”. Musikverket. http://calmview.musikverk.se/CalmView/Record.aspx?src=CalmView.Performance&id=PERF19823&pos=3. Läst 15 juni 2015.
12. ↑  ”Peer Gynt”. Stiftelsen Ingmar Bergman. http://ingmarbergman.se/verk/peer-gynt. Läst 15 oktober 2015.
13. ↑  ”Ur-Faust”. Stiftelsen Ingmar Bergman. http://ingmarbergman.se/verk/ur-faust. Läst 19 oktober 2015.
14. ↑  ”Värmlänningarna”. Stiftelsen Ingmar Bergman. http://ingmarbergman.se/verk/värmlänningarna-0. Läst 19 oktober 2015.